# Jury Vjarhejčyk
Jury Vasil'evič Vjarhejčyk (in bielorusso Юры Васільевіч Вяргейчык?; Minsk, 5 marzo 1968) è un dirigente sportivo, allenatore di calcio ed ex calciatore bielorusso, di ruolo attaccante.
È il padre di Kiryl Viarhiejčyk, anch'egli calciatore.

## Palmarès

### Giocatore

#### Competizioni nazionali
- Coppa di Bielorussia: 1

Dinamo-93 Minsk: 1994-1995

### Allenatore

#### Competizioni nazionali
- Coppa di Bielorussia: 1

Šachcër Salihorsk: 2003-2004
- Campionato bielorusso: 1

Šachcër Salihorsk: 2005